# Antwerpse Vereniging voor Romeinse Archeologie
De Antwerpse Vereniging voor Romeinse Archeologie (AVRA) is een Antwerpse archeologische vereniging die werd opgericht in 1963. De organisatie telde bij haar oprichting 15 leden, tegenwoordig kan AVRA rekenen op de steun van een 300-tal leden.
De Avra werd opgericht naar aanleiding van de vondst van Romeinse resten van een villa in Mortsel.
Het doel van organisatie is het onderzoeken van resten uit het verleden in de provincie Antwerpen in het algemeen en uit de Romeinse periode specifiek.

## Belangrijkste onderzoeken
- Opgravingen op de Steenakker en het Kapelleveld te Kontich-Kazerne (1964 - 1973): Ontdekking van bewoningssporen uit de late ijzertijd (La Tène-periode), Romeins tempelcomplex en nederzetting.
- Opgravingen op de Steenakker te Wijnegem (Sinds 1971): Ontdekking van een Romeins plattelandsheiligdom met bijgebouwen en een middeleeuwse nederzetting met bootvormige huisplattegronden.
- Prospectie te Rijmenam (1972): ontdekking van dakpanfragment met stempel van de Classis Germanica Pia Pidelis.
- Opgravingen op de Steenbergen te Oelegem (1977 - 1978): Ontdekking van een Romeinse nederzetting. In 1978 worden de opgravingen overgenomen door de Nationale Dienst voor Opgravingen.
- Hervatting van de opgravingen op de Steenakker te Kontich in samenwerking met de Nationale Dienst voor Opgravingen (1985 - 1988): ontdekking van o.a. een Romeinse straat met afzonderlijke erven en een pottenbakkersoven uit de Romeinse tijd.
- Opgraving aan de Duffelse Steenweg te Kontich (1989): ontdekking van huisplattegronden uit de ijzertijd.
- Opgravingen Alfsberg te Kontich (1990: ontdekking van een site uit de middenijzertijd en Viereckschanze uit de late ijzertijd.
- Opgravingen te Kruibeke in samenwerking met de Archeologische Dienst Waasland (ADW) (1998): Romeinse nederzettingssporen.
- Viering 40 jaar AVRA (2003)